# Tomáš Černý (redaktor)
Tomáš Černý (* 6. července 1979 Kladno) je český rozhlasový moderátor.

## Život
Již během studií se zajímal o práci v rozhlasu, byl členem Dětské tiskové agentury (DTA). V současnosti působí jako redaktor, dramaturg, moderátor a hlasatel Českého rozhlasu, kde se zaměřuje na historii rozhlasového vysílání a má na starosti jeden z nejposlouchanějšich pořadů celého Českého rozhlasu: Host Lucie Výborné na Radiožurnálu. Dříve působil hlavně na stanici ČRo 2 - Praha, později Dvojka, připravoval a uváděl Studio Retro (RozHraní), Dobré ráno s Dvojkou, Dobré jitro, 3x60 a to v pohodě, Nedělní Kolonáda, Noční Mikrofórum, Radioautomat, Hvězdný prach, Kolotoč a mnoho dalších . Do zlatého fondu se zapsala jeho spolupráce se Světlanou Lavičkou v rámci rozsáhlých reportáží (cykly Svědectví z podzemí nebo Reportérům vstup povolen). Zaskakoval i v legendárním Meteoru. Pro stanici Vltava spolupracuje na Radiodokumentu, připravoval pro tuto stanici i pořady Fonogramy, Víkendová příloha stanice Vltava, Zapomenutí hrdinové synkopy s Ondřejem Havelkou a Pavlem Klikarem a další. Je dramaturgem a průvodcem stanice Rádio Retro, která se věnuje archivním nahrávkám. Po smrti Tomáše Voženílka od ledna 2023 spolupracuje na magazínu Objektiv.
Tomáš Černý v roce 2004 namluvil hlášení na lince C pražského metra, kde po prodloužení trasy do Ládví nahradil Jiřího Hrabáka.